# Shinouï
Pour la reine coréenne, voir Shinui (reine).
 (avril 2008).
Si vous disposez d'ouvrages ou d'articles de référence ou si vous connaissez des sites web de qualité traitant du thème abordé ici, merci de compléter l'article en donnant les références utiles à sa vérifiabilité et en les liant à la section « Notes et références ».
Le Shinouï (en hébreu : שינוי, qui signifie « changement ») est un parti israélien, libéral et laïc, fondé en 1974 par des universitaires israéliens. Parti mineur de la scène politique, il s'unit de 1992 à 1998 au Ratz et au Mapam pour former le Meretz, représentant la gauche sioniste.

## Histoire
À la suite de désaccords idéologiques portant surtout sur les questions économiques (le parti est libéral alors que les autres composantes de Meretz sont socialisantes), le Shinouï fait sécession en 1998. À l'approche des élections de 1999, les dirigeants ont l'idée de donner la direction du parti à Tomy Lapid, un très célèbre et populaire journaliste, qui repositionne le parti sur la lutte contre les ultra-religieux. Le parti obtient alors le score surprenant de six députés. Aux élections de 2003, il a gagné 15 des 120 sièges de la Knesset, faisant de lui la troisième force politique israélienne après le Likoud et le Parti travailliste israélien. En hébreu, שינוי shinouï signifie littéralement « changement ».
Son idéologie de base repose sur la séparation entre la religion et l'État (légalement liés en Israël), tout en demeurant attachée à l'idéologie sioniste. Le Shinouï a demandé des modifications de la loi fondamentale israélienne, telles que l'instauration du mariage civil, d'un service minimum de transport public, l'ouverture de magasins et de cinémas pendant le Shabbat, l'abrogation de lois relatives à la vente et à l'importation de produits non kasher, et l'arrêt de faveurs accordées aux étudiants des Yeshivots (aides sociales, dispense de service militaire).
À cause de ces demandes et du ton enflammé employé par ses chefs, le Shinouï est souvent accusé d'être un parti anti-religion et anti-religieux, voire « raciste » envers les religieux. À cause de cela, beaucoup d'Israéliens laïques, pourtant en accord avec les idées de ce parti, ne votent pas pour lui.
La ligne officielle du parti est qu'il ne s'oppose pas à la religion, mais qu'il cherche plutôt à atténuer les injustices liées au lien étroit qui existe en Israël entre l'État et la religion juive.
Néanmoins, l'apparition récente du parti Kadima, résolument inscrit au centre de l'échiquier politique israélien, met sérieusement en danger la survie de ce parti, dont l'attraction liée à son programme laïc qu’il n’a pu réaliser ne cesse de faiblir. Au contraire, la ligne centriste de "Kadima" (créé par Ariel Sharon, avant son accident vasculaire) paraît populaire, dans un pays longtemps marqué par une nette bipolarisation de la vie politique.
Le Shinouï n'a ainsi eu aucun élu lors des élections parlementaires de mars 2006, et seulement 0,16 % des suffrages.
Bien qu'étant un parti très laïc, le Shinouï n'en est pas moins nationaliste. Ainsi, Tomy Lapid a eu des mots très durs contre Mordechai Vanunu, technicien nucléaire israélien condamné en 1988 à 18 ans de prison, pour avoir révélé au Sunday Times l'existence de la centrale atomique de Dimona, en Israël.    